# Selden (метеорит)
Selden — метеорит, амфотерный хондрит весом 1560 граммов. Найден в 1960 году в городе Форт Хэйс (Fort Hays) (США, штат Канзас, округ Шеридан).

## Состав
- Оливин (Fa)c — 31,4-35,4 %
- Ортопироксен (Fs)c — 25,5-30,0 %
- Метал (Ni)d — 42,9-49,1 %

## Хранение
В настоящее время различные фрагменты хранятся в разных коллекциях. В частности:
- Метеоритная коллекция РАН — 32 грамма
- Meteorites.com  (недоступная ссылка с 02-09-2013 [4216 дней] — история, копия) — 1,69 граммов
- Музей Филда — 98 граммов
- TCU — Monnig Meteorite Collection — 131,1 грамма
- Бернский Музей естественной истории — 25,5 граммов